# Nyquist-rate
I signalbehandling defineres Nyquist-raten oftest som den frekvens der er to gange den maximale frekvens i et analogt signal:
fNR = 2 fmax
Noget forvirrende er denne definition forskellig fra den måde man sædvanligvis definerer Nyquist-frekvensen på!
Nyquist-raten angiver den samplingsfrekvens hvor der vil opstå aliasering:
Hvis et analogt signal ikke samples med en samlingsfrekvens på over dens Nyquist-rate, da vil (dele af) signalet blive "foldet ned" til lavere frekvenser.
Harry Nyquist har givet navn til Nyquist-raten.